# روث برادلي
روث برادلي (بالإنجليزية: Ruth Bradley)‏ هي ممثلة أيرلندية، ولدت في 24 يناير 1987 بدبلن في جمهورية أيرلندا.

## وصلات خارجية
- روث برادلي على موقع IMDb (الإنجليزية)
- روث برادلي على موقع ألو سيني (الفرنسية)
- روث برادلي على موقع أول موفي (الإنجليزية)
- روث برادلي على موقع قاعدة بيانات الفيلم (الإنجليزية)
- روث برادلي على موقع كينوبويسك (الروسية)